# Africa (Perpetuum Jazzile)
(David Paich, Toto)
Africa è un album del 2009 del gruppo sloveno a cappella Perpetuum Jazzile. Il brano più noto è la versione a cappella di Africa dei Toto, il cui video su YouTube è stato visualizzato quasi 19 milioni di volte, dalla sua pubblicazione nel maggio 2009 a gennaio 2016.

## Tracce

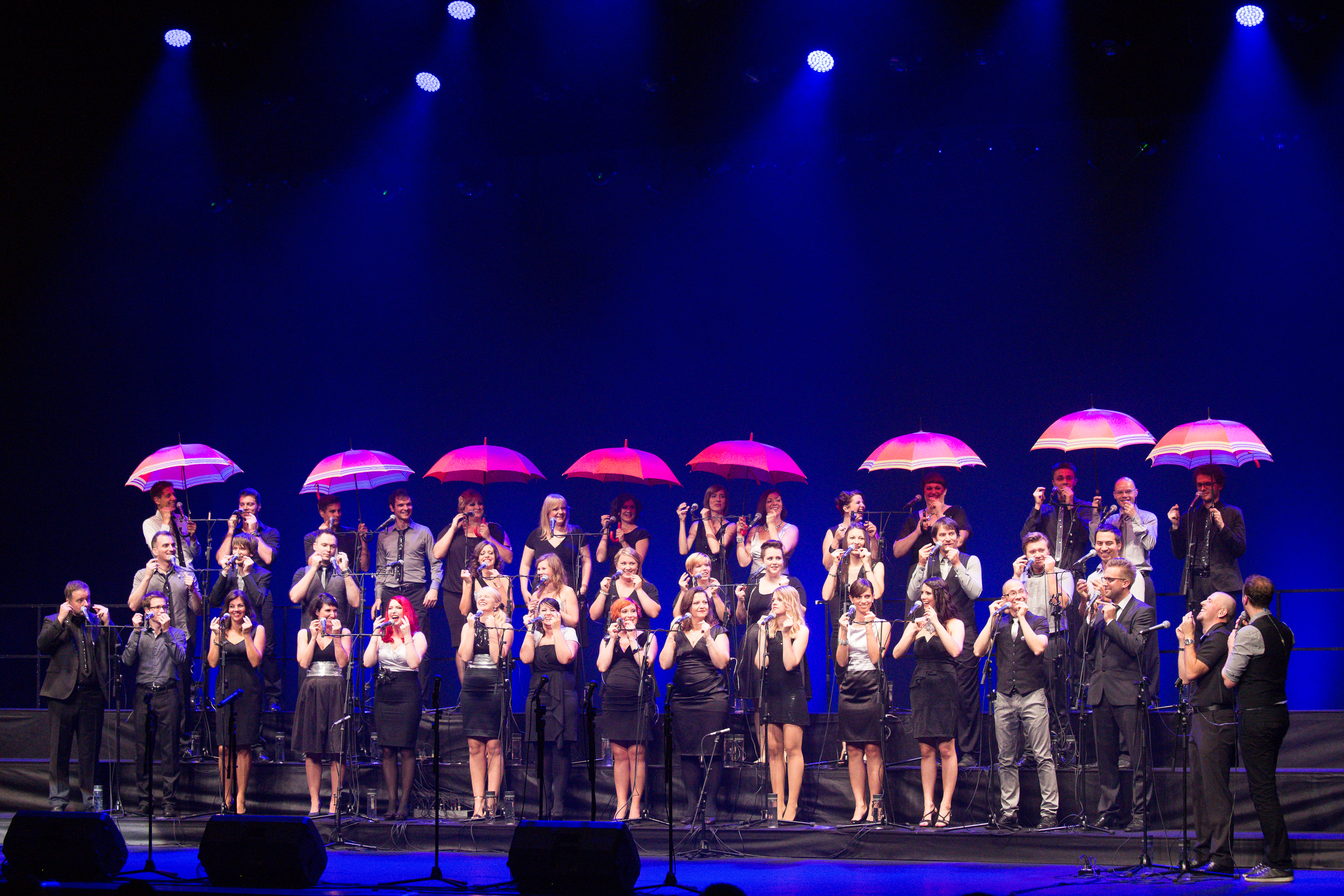
I Perpetuum Jazzile ripropongono la loro versione di "Africa", preceduta dalla simulazione acustica di un temporale, nel 2014

1. "Africa" (D. Paich/J. Porcaro/T. Kozlevčar) – 6:18
2. "Kadar sem sama"
3. "Earth Wind & Fire Medley"
4. "Poletna noč" (M. Sepe/E. Budau/T. Kozlevčar) – 4:20
5. "Aquarela do Brasil" (A. Barroso/A. Barroso/T. Kozlevčar) – 5:34
6. "Prebujena"
7. "Libertango" (Astor Piazzolla) – 3:09
8. "Só danço samba"
9. "Prisluhni školjki" (J. Golob/M. Jesih/T. Kozlevčar) – 4:15
10. "Bee Gees Medley" – 8:42
11. "No More Blues / Chega de saudade" (A.  C. Jobim/V. de Moraes/T. Kozlevčar) – 3:22
12. "Will You Be There // Ecce quomodo moritur iustus"